# Наум Марковски
Наум (Нумо) Марковски е български революционер, костурски войвода на Вътрешната македоно-одринска революционна организация.

## Биография
Наум Марковски е роден в костурското село Косинец, тогава в Османската империя. Присъединява се към ВМОРО първо като четник, а след това като самостоятелен войвода. Загива с четирима другари в сражение с турски аскер край Косинец в 1907 година.